# Barlabaševec
Barlabaševec falu Horvátországban Kapronca-Kőrös megyében. Közigazgatásilag Gornja Rijekához tartozik.

## Fekvése
Kőröstől 13 km-re északnyugatra, községközpontjától 4 km-re a Kemléki-hegység déli lábánál fekszik.

## Története
A települést 1526-ban nemesi faluként említik először. Jobbágyai, több környező településsel együtt a tatárjárás után IV. Bélától nemességet kaptak, mivel Kemlék várát megvédték a tatároktól. Erről a község népe mai is megemlékezik azon a napon, melyet a „nemesség napjának” neveznek. Lakói nemességükre mindig büszkék voltak és az egész kemléki térség, hasonlóan a Túrmezőhöz ősi, nemesi önigazgatási körzet volt. A kiváltságok mintegy húsz falut érintettek és az összes földesúri adótól mentesek voltak. Így mentesek voltak a robottól, nem kellett sem kilencedet, sem egyházi tizedet fizetniük. Ez sok viszontagságtól megvédte őket.
A falunak 1857-ben 33, 1910-ben 59 lakosa volt. A trianoni békeszerződésig Belovár-Kőrös vármegye Körösi járásához tartozott. 2001-ben 22 lakosa volt.